# Ai Sugijamová
Ai Sugijamová (japonsky 杉山 愛, Sugijama Ai; * 5. července 1975 Jokohama, Japonsko) je bývalá japonská profesionální tenistka, která započala svou profesionální kariéru v říjnu 1992. Je vítězkou čtyř grandslamových turnajů v ženské a smíšené čtyřhře. Je také bývalou světovou jedničkou ve čtyřhře. Ve dvouhře byla na žebříčku WTA nejvýše klasifikována na 8. místě (9. únor 2004). V průběhu kariéry vyhrála na okruhu WTA 6 turnajů ve dvouhře a 38 ve čtyřhře. Jejích 62 startů v řadě v hlavní soutěži grandslamových turnajů je současným rekordem.

## Sportovní kariéra
Největší úspěchy ve čtyřhře zaznamenala v páru s Francouzkou Julií Halardovou-Decugisovou, Belgičankou Kim Clijstersovou, Ruskou Jelenou Lichovcevovou, Slovinkou Katarinou Srebotnikovou či Slovenkou Danielou Hantuchovou. V ženské čtyřhře získala tři grandslamové tituly – s Kim Clijstersovou vyhrála French Open a Wimbledon (oba v roce 2003) a s Julií Halardovou-Decugisovou US Open v r. 2000; kromě toho s Indem Maheshem Bhupathim vyhrála soutěž v mixu na US Open 1999.
Nevídaný kousek se Ai Sugijamaové povedl na turnaji ve Scottsdale 2003. Turnaj se kvůli nepříznivému počasí ocitl ve značném skluzu a tak organizátoři rozhodli o konání semifinále i finále v jediném dni, a to jak ve dvouhře, tak i ve čtyřhře. Sugijamaová nejprve vyhrála turnaj v singlu (cestou do finále porazila Američanky Lindsay Davenportovou a Alexandru Stevensonovou), aby v rozhodujícím zápase zvítězila nad Kim Clijstersovou, a o několik hodin později zopakovala totéž ve čtyřhře. Během jediného dne tak zvládla uhrát čtyři vítězné zápasy.
Dobré výsledky v průběhu roku 2003 (vítězství v Linzi a Scottsdale, semifinále v  Římě, Los Angeles, Šanghaji a Philadelphii, 4. kolo na French Open, Wimbledonu a US Open) zajistily Ai Sugijamaové účast na Turnaji mistryň, na kterém se toho roku poprvé utkalo 8 tenistek. Podařilo se jí sice porazit tehdejší světovou dvojku Justine Heninovou, ale na postup ze skupiny to nestačilo. Ve zbývajících zápasech nestačila na Jennifer Capriatiovou a na Anastasii Myskinovou.
Hrála rovněž na turnajích WTA Tour Championships ve čtyřhře (v letech1998 až 2000 ukončila své účinkování ve čtvrtfinále, v r. 2002 došla do semifinále a v r.2003 do finále). Je první Japonkou, která kdy vystoupila na trůn světové jedničky ve čtyřhře; nejlepší sezónou její deblové kariéry byl rok 2003, kdy slavila osm titulů a rok 2000, ve kterém vyhrála sedm turnajů.
Ve dvouhře se Ai Sugijamaové během kariéry podařilo porazit řadu slavných soupeřek; je nutno zmínit taková jména jako Steffi Grafová, Amanda Coetzerová, Arantxa Sánchezová Vicariová, Jana Novotná, Mary Pierceová, Daniela Hantuchová či Martina Hingisová. Reprezentovala Japonsko na Olympijských hrách v Atlantě (1996), v Sydney (2000) a v Aténách (2004); s partnerkou Šinobu Asagoeovou se dostala do semifinále čtyřhry v Aténách. Zápas o bronzovou medaili prohrály s argentinským párem Paola Suárezová / Patricia Tarabiniová. Ai Sugijamaová byla rovněž reprezentantkou své země ve Fed Cupu, a to ve dvouhře i čtyřhře.
V říjnu 2009 Ai Sugijamaová zakončila svou dlouhou kariéru na turnaji Toray Pan Pacific Open v rodném Tokiu – se spoluhráčkou Danielou Hantuchovou se dostaly do finále čtyřhry. V posledním týdnu kariéry byla stále na ženském žebříčku WTA ve čtyřhře klasifikována mezi první desítkou hráček na 6. místě (12. října 2009).

## Finálové účasti na turnajích Grand Slamu (10)

### Vítězství (3)
| Rok  | Turnaj      | Partnerka                  | Soupeřky ve finále                          | Výsledek       |
| 2000 | US Open     | Julie Halardová-Decugisová | Cara Blacková Jelena Lichovcevová           | 6–0, 1–6, 6–1, |
| 2003 | French Open | Kim Clijstersová           | Virginia Ruanová Pascualová Paola Suárezová | 6–7, 6–2, 9–7  |
| 2003 | Wimbledon   | Kim Clijstersová           | Virginia Ruanová Pascualová Paola Suárezová | 6–4, 6–4       |

### Finalistka (7)
| Rok  | Turnaj          | Partnerka                  | Vítězky                              | Výsledek      |
| 2000 | Wimbledon       | Julie Halardová-Decugisová | Serena Williamsová Venus Williamsová | 6–3, 6–2      |
| 2001 | Wimbledon (2)   | Kim Clijstersová           | Lisa Raymondová Rennae Stubbsová     | 6–4, 6–3      |
| 2004 | Wimbledon (3)   | Liezel Huberová            | Cara Blacková Rennae Stubbs          | 6–3, 7–6      |
| 2006 | French Open     | Daniela Hantuchová         | Lisa Raymondová Samantha Stosurová   | 6–3, 6–2      |
| 2007 | French Open (2) | Katarina Srebotniková      | Alicia Moliková Mara Santangelová    | 7–6, 6–4      |
| 2007 | Wimbledon (4)   | Katarina Srebotniková      | Cara Blacková Liezel Huberová        | 3–6, 6–3, 6–2 |
| 2009 | Australian Open | Daniela Hantuchová         | Serena Williamsová Venus Williamsová | 6–3, 6–3      |

## Smíšená čtyřhra na turnajích Grand Slamu

### Vítězství (1)
| Rok  | Turnaj  | Partner         | Soupeři ve finále             | Výsledek |
| 1999 | US Open | Mahesh Bhupathi | Donald Johnson Kimberly Poová | 6–4, 6–4 |

## Finálové účasti na turnajích WTA (84)

### Dvouhra – vítězství(6)
| Legenda                |
| Kategorie Tier II (2)  |
| Kategorie Tier III (4) |

| Č. | Datum           | Turnaj                    | Povrch | Soupeřka ve finále       | Výsledek      |
| 1. | 20. duben, 1997 | Tokio, Japonsko           | tvrdý  | Amy Frazierová           | 4–6, 6–4, 6–4 |
| 2. | 11. leden, 1998 | Gold Coast, Austrálie     | tvrdý  | Maria Ventoová-Kabchiová | 7–5, 6–0      |
| 3. | 19. duben, 1998 | Tokio, Japonsko           | tvrdý  | Corina Morariuová        | 6–3, 6–3      |
| 4. | 2. březen, 2003 | Scottsdale, Spojené státy | tvrdý  | Kim Clijstersová         | 3–6, 7–5, 6–4 |
| 5. | 26. říjen, 2003 | Linec, Rakousko           | tvrdý  | Naděžda Petrovová        | 7–5, 6–4      |
| 6. | 10. leden, 2004 | Gold Coast, Austrálie     | tvrdý  | Naděžda Petrovová        | 1–6, 6–1, 6–4 |

### Dvouhra – prohry (7)
| Legenda                |
| Kategorie Tier I (2)   |
| Kategorie Tier II (1)  |
| Kategorie Tier III (2) |
| Kategorie Tier IV (2)  |

| Č. | Datum             | Turnaj                | Povrch  | Vítězka              | Výsledek       |
| 1. | 13. listopad 1994 | Surabaya, Indonésie   | tvrdý   | Elena Wagnerová      | 2-6, 6-0 skreč |
| 2. | 5. listopad 1995  | Oakland, USA          | koberec | Magdalena Malejevová | 6-3, 6-4       |
| 3. | 5. leden 1997     | Gold Coast, Austrálie | tvrdý   | Jelena Lichovcevová  | 3-6, 7-67, 6-3 |
| 4. | 2. listopad 1997  | Moskva, Rusko         | koberec | Jana Novotná         | 6-3, 6-4       |
| 5. | 18. duben 1999    | Tokio, Japonsko       | tvrdý   | Amy Frazierová       | 6-2, 6-2       |
| 6. | 7. srpen 2005     | San Diego, USA        | tvrdý   | Mary Pierceová       | 6-0, 6-3       |
| 7. | 1. říjen 2006     | Soul, Jižní Korea     | tvrdý   | Eleni Daniilidouová  | 6-3, 2-6, 7-63 |

### Čtyřhra vítězství (38)
| Legenda                |
| Grand Slam (3)         |
| Kategorie Tier I (9)   |
| Kategorie Tier II (15) |
| Kategorie Tier III (9) |
| Kategorie Tier IV (1)  |
| Kategorie Premier (1)  |

| Č.  | Datum             | Turnaj                         | Povrch  | Partnerka                     | Soupeřky ve finále                                | Výsledek             |
| 1.  | 10. duben 1994    | Tokio, Japonsko                | tvrdý   | Mami Donoširová               | Nany Basukiová Nana Mijagiová                     | 6–4, 6–1             |
| 2.  | 14. leden 1995    | Hobart, Austrálie              | tvrdý   | Kjóko Nagacukaová (長塚 京子) | Manon Bollegrafová Larisa Neilandová              | 2–6, 6–4, 6–2        |
| 3.  | 21. duben 1996    | Tokio, Japonsko                | tvrdý   | Kimiko Dateová                | Amy Frazierová Kimberly Poová                     | 7–66, 6–76, 6–3      |
| 4.  | 21. září 1997     | Tokio, Japonsko                | tvrdý   | Monika Selešová               | Julie Halardová-Decugisová Chanda Rubinová        | 6–1, 6–0             |
| 5.  | 10. leden 1998    | Gold Coast, Austrálie          | tvrdý   | Jelena Lichovcevová           | Sung-Hee Park Shi-Ting Wang                       | 1–6, 6–3, 6–4        |
| 6.  | 31. říjen 1998    | Lucemburk, Lucembursko         | koberec | Jelena Lichovcevová           | Larisa Neilandová Jelena Tatarkovová              | 6–73, 6–3, 2–0 skreč |
| 7.  | 8. listopad 1998  | Lipsko, Německo                | koberec | Jelena Lichovcevová           | Manon Bollegrafová Irina Spirleaová               | 6–3, 6–72, 6–2       |
| 8.  | 15. listopad 1998 | Philadelphia, USA              | koberec | Jelena Lichovcevová           | Monika Selešová Natalia Zverevová                 | 7–5, 4–6, 6–2        |
| 9.  | 16. leden 1999    | Sydney, Austrálie              | tvrdý   | Jelena Lichovcevová           | Mary-Joe Fernandez Anke Huberová                  | 6–3, 2–6, 6–0        |
| 10. | 22. květen 1999   | Štrasburk, Francie             | antuka  | Jelena Lichovcevová           | Alexandra Fusaiová Nathalie Tauziatová            | 2–6, 7–66, 6–1       |
| 11. | 15. leden 2000    | Sydney, Austrálie              | tvrdý   | Julie Halardová               | Martina Hingisová Mary Pierceová                  | 6–0, 6–3             |
| 12. | 2. duben 2000     | Miami, USA                     | tvrdý   | Julie Halardová               | Nicole Arendtová Manon Bollegrafová               | 4–6, 7–5, 6–4        |
| 13. | 24. červen 2000   | Eastbourne, Anglie             | tráva   | Nathalie Tauziatová           | Lisa Raymondová Rennae Stubbsová                  | 2–6, 6–3, 7–63       |
| 14. | 27. srpen 2000    | New Haven, USA                 | tvrdý   | Julie Halardová               | Virginia Ruanová Pascualová Paola Suárezová       | 6–4, 5–7, 6–2        |
| 15. | 10. září 2000     | US Open, USA                   | tvrdý   | Julie Halardová               | Cara Blacková Jelena Lichovcevová                 | 6–0, 1–6, 6–1        |
| 16. | 8. říjen 2000     | Tokio, Japonsko                | tvrdý   | Julie Halardová               | Virginia Ruanová Pascualová Paola Suárezová       | 6–0, 6–2             |
| 17. | 29. říjen 2000    | Moskva, Rusko                  | koberec | Julie Halardová               | Martina Hingisová Anna Kurnikovová                | 4–6, 6–4, 7–65       |
| 18. | 13. leden 2001    | Canberra, Austrálie            | tvrdý   | Nicole Arendtová              | Nannie de Villiersová Annabel Ellwoodová          | 6–4, 7–62            |
| 19. | 17. březen 2001   | Indian Wells, USA              | tvrdý   | Nicole Arendtová              | Virginia Ruanová Pascualová Paola Suárezová       | 6–4, 6–4             |
| 20. | 23. únor 2002     | Memphis, USA                   | tvrdý   | Jelena Tatarkovová            | Melissa Middletonová Brie Rippnerová              | 6–4, 2–6, 6–0        |
| 21. | 11. leden 2003    | Sydney, Austrálie              | tvrdý   | Kim Clijstersová              | Conchita Martinezová Rennae Stubbsová             | 6–3, 6–3             |
| 22. | 16. únor 2003     | Antverpy, Belgie               | koberec | Kim Clijstersová              | Nathalie Dechyová Émilie Loitová                  | 6–2, 6–0             |
| 23. | 2. březen 2003    | Scottsdale, USA                | tvrdý   | Kim Clijstersová              | Lindsay Davenportová Lisa Raymondová              | 6–1, 6–4             |
| 24. | 8. červen 2003    | French Open, Francie           | antuka  | Kim Clijstersová              | Virginia Ruanová Pascualová Paola Suárezová       | 6–75, 6–2, 9–7       |
| 25. | 6. červenec 2003  | Wimbledon, Anglie              | tráva   | Kim Clijstersová              | Virginia Ruanová Pascualová Paola Suárezová       | 6–4, 6–4             |
| 26. | 3. srpen 2003     | San Diego, USA                 | tvrdý   | Kim Clijstersová              | Lindsay Davenportová Lisa Raymondová              | 6–4, 7–5             |
| 27. | 19. říjen 2003    | Curych, Švýcarsko              | tvrdý   | Kim Clijstersová              | Virginia Ruanová Pascualová Paola Suárezová       | 7–63, 6–2            |
| 28. | 26. říjen 2003    | Linec, Rakousko                | tvrdý   | Liezel Huberová               | Marion Bartoliová Silvia Farinaová Eliaová        | 6–1, 7–66            |
| 29. | 8. srpen 2004     | Montreal, Kanada               | tvrdý   | Šinobu Asagoeová              | Liezel Huberová Tamarine Tanasugarnová            | 6–0, 6–3             |
| 30. | 19. září 2004     | Bali, Indonésie                | tvrdý   | Anastasija Myskinová          | Světlana Kuzněcovová Arantxa Sánchezová Vicariová | 6–3, 7–5             |
| 31. | 12. červen 2005   | Birmingham, Anglie             | tráva   | Daniela Hantuchová            | Eleni Daniilidouová Jennifer Russellová           | 6–2, 6–3             |
| 32. | 4. duben 2006     | Dauhá, Katar                   | tvrdý   | Daniela Hantuchová            | Tching Liová Sun Tchien-tchien                    | 6–4, 6–4             |
| 33. | 21. květen 2006   | Řím, Itálie                    | antuka  | Daniela Hantuchová            | Květa Peschkeová Francesca Schiavoneová           | 3–6, 6–3, 6–1        |
| 34. | 19. srpen 2007    | Toronto, Kanada                | tvrdý   | Katarina Srebotniková         | Cara Blacková Liezel Huberová                     | 6–4, 2–6, [10-5]     |
| 35. | 6. duben 2008     | Miami, USA                     | tvrdý   | Katarina Srebotniková         | Cara Blacková Liezel Huberová                     | 7–5, 4–6, [10-3]     |
| 36. | 20. duben 2008    | Charleston, USA                | antuka  | Katarina Srebotniková         | Edina Gallovitsová Olga Govorcovová               | 6-2, 6-2             |
| 37. | 26. říjen 2008    | Linec, Rakousko                | tvrdý   | Katarina Srebotniková         | Cara Blacková Liezel Huberová                     | 6-4, 7-5             |
| 38. | 20. červen 2009   | Eastbourne, Spojené království | tráva   | Akgul Amanmuradovová          | Samantha Stosurová Rennae Stubbsová               | 6-4, 6-3             |

### Čtyřhra – prohry (33)
| Legenda                 |
| Grand Slam (7)          |
| WTA Championships (2)   |
| Kategorie Tier I (6)    |
| Kategorie Tier II (12)  |
| Kategorie Tier III (2)  |
| Kategorie Tier IV (2)   |
| Kategorie Premier 5 (2) |

| Č.  | Datum             | Turnaj                      | Povrch  | Partnerka              | Vítězky                                          | Výsledek        |
| 1.  | 13. listopad 1994 | Surabaya, Indonésie         | tvrdý   | Kjóko Nagacukaová      | Romana Tedjakusumová Yayuk Basukiová             | bez boje        |
| 2.  | 16. duben 1995    | Tokio, Japonsko             | tvrdý   | Kjóko Nagacukaová      | Juka Jošidová Miho Saekiová                      | 6-75, 6-4, 7-65 |
| 3.  | 25. květen 1997   | Štrasburk, Francie          | antuka  | Jelena Lichovcevová    | Nataša Zverevová Helena Suková                   | 6-1, 6-1        |
| 4.  | 28. únor 1999     | Paříž, Francie              | koberec | Jelena Lichovcevová    | Caroline Visová Irina Spirleová                  | 7-5, 3-6, 6-3   |
| 5.  | 7. listopad 1999  | Lipsko, Německo             | koberec | Jelena Lichovcevová    | Larisa Neilandová Mary Pierceová                 | 6-4, 6-3        |
| 6.  | 9. červenec 2000  | Wimbledon, V. Británie      | tráva   | Julie Halardová        | Serena Williamsová Venus Williamsová             | 6-3, 6-2        |
| 7.  | 20. srpen 2000    | Montréal, Kanada            | tvrdý   | Julie Halardová        | Nathalie Tauziatová Martina Hingisová            | 6-3, 3-6, 6-4   |
| 8.  | 22. říjen 2000    | Linz, Rakousko              | koberec | Nathalie Tauziatová    | Chanda Rubinová Amélie Mauresmová                | 6-4, 6-4        |
| 9.  | 8. červenec 2001  | Wimbledon, V. Británie      | tráva   | Kim Clijstersová       | Rennae Stubbsová Lisa Raymondová                 | 6-4, 6-3        |
| 10. | 23. září 2001     | Tokio, Japonsko             | tvrdý   | Kim Clijstersová       | Liezel Huberová Cara Blacková                    | 6-1, 6-3        |
| 11. | 4. srpen 2002     | San Diego, USA              | tvrdý   | Daniela Hantuchová     | Janette Husárová Jelena Dementěvová              | 6-2, 6-4        |
| 12. | 11. srpen 2002    | Los Angeles, USA            | tvrdý   | Daniela Hantuchová     | Jelena Dokićová Kim Clijstersová                 | 6-3, 6-3        |
| 13. | 18. srpen 2002    | Montréal, Kanada            | tvrdý   | Rika Fudžiwarová       | Paola Suárezová Virginia Ruanová Pascualová      | 6-4, 7-64       |
| 14. | 15. září 2002     | Šanghaj, Čína               | tvrdý   | Rika Fudžiwarová       | Janet Leeová Anna Kurnikovová                    | 7-5, 6-3        |
| 15. | 27. říjen 2002    | Linz, Rakousko              | koberec | Rika Fudžiwarová       | Naďa Petrovová Jelena Dokićová                   | 6-3, 6-2        |
| 16. | 15. březen 2003   | Indian Wells, USA           | tvrdý   | Kim Clijstersová       | Lisa Raymondová Lindsay Davenportová             | 3-6, 6-4, 6-1   |
| 17. | 11. květen 2003   | Berlín, Německo             | antuka  | Kim Clijstersová       | Paola Suárezová Virginia Ruanová Pascualová      | 6-3, 4-6, 6-4   |
| 18. | 21. září 2003     | Šanghaj, Čína               | tvrdý   | Tamarine Tanasugarnová | Nicole Prattová Émilie Loitová                   | 6-3, 6-3        |
| 19. | 10. listopad 2003 | WTA Tour Championships, USA | tvrdý   | Kim Clijstersová       | Paola Suárezová Virginia Ruanová Pascualová      | 6-4, 3-6, 6-3   |
| 20. | 4. červenec 2004  | Wimbledon, V. Británie      | tráva   | Liezel Huberová        | Rennae Stubbsová Cara Blacková                   | 6-3, 7-65       |
| 21. | 15. leden 2005    | Sydney, Austrálie           | tvrdý   | Jelena Dementěvová     | Samantha Stosurová Bryanne Stewartová            | bez boje        |
| 22. | 7. srpen 2005     | San Diego, USA              | tvrdý   | Daniela Hantuchová     | Virginia Ruanová Pascualová Conchita Martínezová | 6-77, 6-1, 7-5  |
| 23. | 23. říjen 2005    | Curych, Švýcarsko           | tvrdý   | Daniela Hantuchová     | Rennae Stubbsová Cara Blacková                   | 6-76, 7-64, 6-3 |
| 24. | 10. červen 2006   | French Open, Francie        | antuka  | Daniela Hantuchová     | Samantha Stosurová Lisa Raymondová               | 6-3, 6-2        |
| 25. | 13. srpen 2006    | Los Angeles, USA            | tvrdý   | Daniela Hantuchová     | Paola Suárezová Virginia Ruanová Pascualová      | 6-3, 6-4        |
| 26. | 8. červen 2007    | French Open, Francie        | antuka  | Katarina Srebotniková  | Mara Santangelová Alicia Moliková                | 7-65, 6-4       |
| 27. | 8. červenec 2007  | Wimbledon, V. Británie      | tráva   | Katarina Srebotniková  | Cara Blacková Liezel Huberová                    | 3-6, 6-3, 6-2   |
| 28. | 28. říjen 2007    | Linz, Rakousko              | tvrdý   | Katarina Srebotniková  | Liezel Huberová Cara Blacková                    | 6-2, 3-6, 10-8  |
| 29. | 11. listopad 2007 | Madrid, Španělsko           | tvrdý   | Katarina Srebotniková  | Liezel Huberová Cara Blacková                    | 5-7, 6-3, 10-8  |
| 30. | 17. únor 2008     | Antverpy, Belgie            | tvrdý   | Květa Peschkeová       | Liezel Huberová Cara Blacková                    | 6-1, 6-3        |
| 31. | 30. leden 2009    | Australian Open, Austrálie  | tvrdý   | Daniela Hantuchová     | Serena Williamsová Venus Williamsová             | 6-3, 6-3        |
| 32. | 9. květen 2009    | Řím, Itálie                 | antuka  | Daniela Hantuchová     | Sie Šu-wej Pcheng Šuaj                           | 7-5, 7-65       |
| 33. | 3. říjen 2009     | Tokio, Japonsko             | tvrdý   | Daniela Hantuchová     | Alisa Klejbanovová Francesca Schiavoneová        | 6-4, 6-2        |

## Pohár Federace
Ai Sugiyamaová se zúčastnila 26 zápasů Poháru federace za tým Japonska s bilancí 13-17 ve dvouhře a 12-5 ve čtyřhře.

## Postavení na žebříčku WTA na konci sezóny

### Dvouhra
| Rok    | 1991 | 1992   | 1993   | 1994  | 1995  | 1996  | 1997  | 1998  | 1999  | 2000  | 2001  | 2002  | 2003  | 2004  | 2005  | 2006  | 2007  | 2008  |
| Pořadí | 568. | ▲ 180. | ▲ 142. | ▲ 72. | ▲ 46. | ▲ 32. | ▲ 20. | ▲ 18. | ▼ 24. | ▼ 33. | ▲ 30. | ▲ 24. | ▲ 10. | ▼ 17. | ▼ 30. | ▲ 26. | ▼ 39. | ▲ 31. |

### Čtyřhra
| Rok    | 2001 | 2002  | 2003 | 2004 | 2005  | 2006  | 2007 | 2008 |
| Pořadí | 9.   | ▼ 12. | ▲ 3. | ▼ 9. | ▼ 14. | ▲ 12. | ▲ 6. | ▬ 6. |